# Extraterritorialité du droit européen
L'extraterritorialité du droit européen est le nom donné à l'ensemble des dispositions du droit de l'Union européenne qui peut être appliqué en-dehors du territoire de l'Union européenne à des personnes physiques ou à des personnes morales de pays tiers. Il est l'un des grands droits extraterritoriaux aux côtés du droit des États-Unis (voir Extraterritorialité du droit américain).

## Concept
L'extraterritorialité désigne, en droit international public, une situation où « un État prétend appréhender, à travers son ordre juridique, des éléments situés en dehors de son territoire ». Le droit européen contient des dispositions extraterritoriales, c'est-à-dire visant à s'appliquer à des personnes publiques ou des personnes morales pour des actes ayant eu lieu hors du territoire de l'Union européenne. L'extraterritorialité du droit européen complète celle des droits nationaux, comme l'extraterritorialité du droit français.
L'extraterritorialité du droit européen est relativement faible jusqu'aux années 2010. Le premier règlement sur le sujet, s'il date de 1996, n'avait qu'une visée défensive (face à, notamment, la récente loi Helms-Burton). Ce règlement no 2271/96 du Conseil, dit « Règlement de protection contre les effets de l’application extraterritoriale d’une législation adoptée par un pays tiers, ainsi que des actions fondées sur elle ou en découlant », incrimine les règles juridiques étrangères qui, « par leur application extraterritoriale […] violent le droit international et empêchent la réalisation des objectifs [des Communautés] ». Elle interdit à tout ressortissant ou résidant de l'UE de se conformer aux lois mentionnées dans l’annexe du règlement. Le règlement est peu mobilisé.
Elle se développe principalement, dans un premier temps, à travers la jurisprudence de la Cour de justice de l'Union européenne. Dans l'arrêt CJUE Google c/ Espagne du 13 mai 2014, la cour avait estimé que le droit de l'UE en matière de protection des données s’appliquait aux activités hors-UE de la branche espagnole de Google.
Un des principaux règlements européens ayant force extraterritoriale est le règlement général sur la protection des données (RGPD) en avril 2016. Son troisième article, « Champ d'application territorial », dispose en effet que le règlement s'applique à tout « établissement d'un responsable du traitement ou d'un sous-traitant sur le territoire de l'Union, que le traitement ait lieu ou non dans l'Union ».
Les lois d'embargo de l'Union européenne disposent d'une portée extraterritoriale. Elles s'appliquent en effet, outre « sur le territoire de l’UE, y compris son espace aérien », également aux ressortissants de l'UE qui ne se trouvent pas dans l'UE, ainsi qu'« aux entreprises et organisations établies selon la législation d’un État membre, qu’elles soient installées ou non dans l’UE. Les filiales d’entreprises de l’UE dans les pays tiers sont aussi concernées ». Les transactions commerciales, « réalisées en tout ou en partie au sein de l’Union européenne », sont enfin concernées.